# Tarjánpuszta

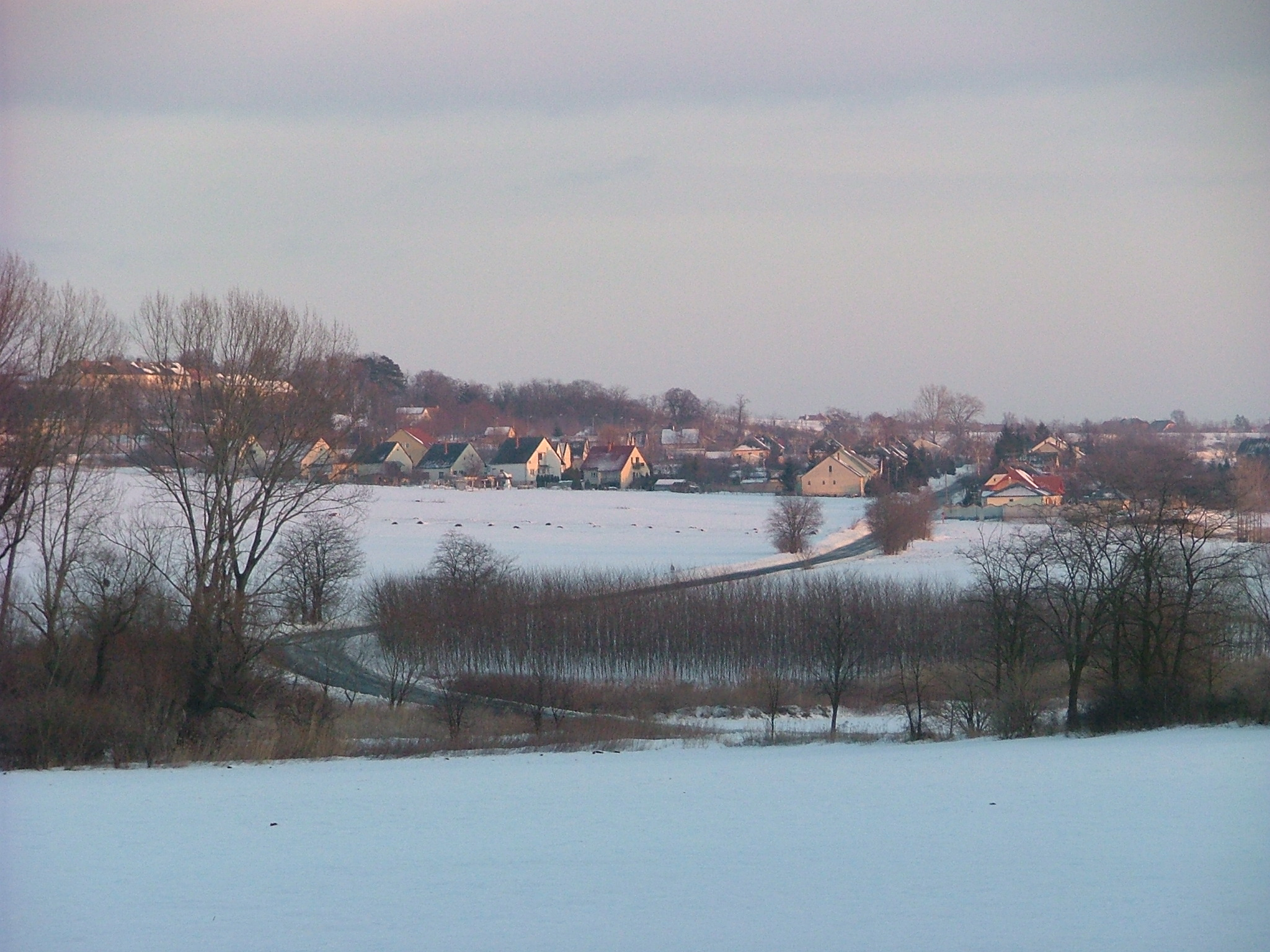
A falu télen

Tarjánpuszta község Győr-Moson-Sopron vármegyében, a Pannonhalmi járásban.

## Fekvése
Tarjánpuszta Győr-Moson-Sopron vármegye délkeleti részén található, a megyeszékhelytől 25 kilométerre. A településtől északra helyezkedik el országunk egyik nevezetessége, a Pannonhalmi Bencés Főapátság. A községnél fakad a Pándzsa-ér, mely a Ravazd alatti Béla-kút vízével siet Győr felé a Rábába.
Közúton és vasúton is megközelíthető. A 82-es főútról a Ravazd utáni leágazásnál, a 8226-os úton, valamint a Győr–Veszprém-vasútvonalon (ismertebb nevén Bakonyvasúton) érhető el a település. A vasútnak egy állomása van itt, Tarjánpuszta vasútállomás a község központjában helyezkedik el, közúti elérését a 8226-os útból kiágazó 82 327-es számú mellékút biztosítja.

## Címerének elemzése
Tarjánpuszta község címere álló, kék színű, hegyes talpú pajzs. A pajzs alján zöld halmon három természetes színű fenyőfa áll. A pajzs jobb felső sarkában öt vörös szív lebeg, a bal felső sarkában 1086-os évszám látható. A pajzsot két oldalt aranyszínű búzakalászok övezik. Alatta lebegő nemzetiszínű szalagon a település neve olvasható. Tarjánpuszta község címerében az 1086-os évszám az első írásos feljegyzésre utal. Az 5 db piros szív a Magyar Bencés Kongregáció Pannonhalmi Apátságának címerében levő 5 szív hétköznapi változata. (A település 1949-ig bencés birtok volt). A pajzsban jelölt domb a települést körül ölelő dombokra, a fenyőfák a település külterületén levő erdőkre utal. A búzakalászok a külterület jelentős részét elfoglaló mezőgazdasági műveléssel függenek össze. A zászló és benne Tarjánpuszta neve a településen élők magyarságát hivatott kiemelni.

## Története és mai élete
Tarjánpuszta múltja az Árpád-kor mélyére nyúlik vissza. Az egykori Tarian falu a mai Ravazd településtől délkeletre helyezkedett el, és első írásos említése 1086-ból származik, amikor a Bakonybéli Apátság birtokait összeírták. A település és a környező földek, legelők és szántók jelentősége III. Béla 1137-es adományozása nyomán nőtt meg, amikor ezeket a területeket a Szentmártoni Apátságnak juttatta. Toryán faluról további említéseket találunk III. Ince pápa 1216-os bullájában, majd III. Honorius és IX. Gergely pápa birtokösszeírásaiban is.
A tatárjárás előtt Tarian falut három fő birtokos uralta: a király, valamint a bakonybéli és a pannonhalmi apát. A későbbi századok során különböző nemesi családok is szereztek itt birtokokat. Az 1492-ből fennmaradt oklevelek szerint a Picsordi család és néhány más nemes birtokolta a falu egyik részét, míg a szentmártoni apátság a másik felét. A XV. század végére valószínűleg egyesült a két birtokrész, mivel ekkor már egységesen csak Tarjánt említik a források.
A település a mohácsi vészt követő török hadjáratok során elnéptelenedett, és a korábbi falu helyén csak kisebb települési központok maradtak fenn, amelyeket a Pannonhalmi Apátság igazgatott. Az 1609-es adóösszeírásban Tarjánpusztát pusztaként jegyezték fel, amely tartósan lakott településsé a későbbiekben sem vált. Az egykori falut övező birtokok és a puszta a Pannonhalmi Apátság tulajdonában maradtak.
A XVIII. század elején, Göncz Celesztin főapátsága alatt (1709–1722) Tarjánpuszta a főapátság szentmártoni kerületének igazgatása alá került. 1787-ből gazdasági kimutatások is fennmaradtak, amelyek a falu termelési kapacitásairól és bevételeiről számolnak be. Az 1830-as években gazdasági építkezések folytak a pusztán, mint például juhász- és kocsislakások, valamint istállók építése.
Az 1867-es évtől kápolnás tisztilakot létesítettek, míg 1879-ben iskola épült Kruesz Krizosztom főapát támogatásával. A XIX. század végén az ipari fejlődés hatására, a Győr-Veszprém vasútvonal kiépítésével, Tarjánpuszta megállót és rakodót kapott, amivel megindult a személy- és teherforgalom. Ekkor bővült a falu képe új gazdasági épületekkel, cselédlakásokkal és egy szélmalommal, amelyet vízemelésre, őrlésre és darálásra használtak.
Az uradalom az állattenyésztésre és a legelők hasznosítására helyezte a gazdálkodás hangsúlyát, emellett a szántóföldi művelést is kiterjesztették. Az apátság a két világháború közötti időszakban jelentős fejlesztéseket hajtott végre a településen.
1945 után a gazdasági épületek nagy részét lebontották, az építőanyagokat más települések használták fel. Tarjánpusztát Ravazd társközségeként kezelték, majd 1970-ben a körzetesítés során Pannonhalmához csatolták. Az 1991-es helyhatósági választások után ismét Ravazdhoz került, de az itt élők önálló községgé válási kezdeményezése eredményeként 1991. november 7-én a köztársasági elnök hivatalosan önálló községgé nyilvánította Tarjánpusztát 1992. január 1-i hatállyal.
A községgé válás folyamatában egy öttagú bizottság működött közre, amely meghatározta az új település határait, az apátsági birtok korábbi határait figyelembe véve. A bizottság a lakosság számából kalkulált költségvetést és a falugyűlésen elfogadott határozatot is csatolta a kérelemhez, amit a Belügyminisztérium jóváhagyott.
A községgé válást követően a bizottság és a helyi lakosok összefogással számos fejlesztést valósítottak meg. A település első lépéseként befejezték az iskolaépület felújítását, amelyet még 1991-ben kezdtek meg. Az iskola 1992. szeptember 1-jén nyitotta meg kapuit Boros József egykori kántortanító emlékére, aki 1905 és 1939 között tanította itt a helyi gyermekeket. Az oktatási intézmény 13 éven át működött, mígnem a gyermeklétszám csökkenése miatt 2005-ben bezárták.
Tarjánpuszta története, bár sokszor csendesen alakult, mindvégig hűen őrizte közössége emlékeit és fejlődési szándékát.

## Közélete

### Polgármesterei
- 1992–1994: Kálmán Józsefné (független)
- 1994–1998: Kálmán Józsefné (független)[3]
- 1998–2002: Kálmán Józsefné (független)[4]
- 2002–2006: Kálmán Józsefné (független)[5]
- 2006–2010: Kálmán Józsefné (független)[6]
- 2010–2014: Kálmán Józsefné (független)[7]
- 2014–2019: Kálmán Józsefné (független)[8]
- 2019–2024: Dobosné Jukli Anikó (független)[9]
- 2024– : Dobosné Jukli Anikó (független)[1]

## Népesség
A település népességének változása:
- 2011-ben 406 lakos
- 2012-ben 409 lakos
- 2013-ban 404 lakos
- 2014-ben 399 lakos
- 2015-ben 413 lakos
- 2016-ban 414 lakos
- 2017-ben 418 lakos
- 2018-ban 428 lakos
- 2019-ben 416 lakos
- 2020-ban 409 lakos
- 2021-ben 438 lakos

A 2011-es népszámlálás során a lakosok 97,4%-a magyarnak, 0,5% németnek, 0,3% románnak mondta magát (2,6% nem nyilatkozott; a kettős identitások miatt a végösszeg nagyobb lehet 100%-nál). A vallási megoszlás a következő volt: római katolikus 78,8%, református 2,8%, evangélikus 0,5%, felekezeten kívüli 2% (15,6% nem nyilatkozott).

## Nevezetességek
Szent Benedek-kápolna

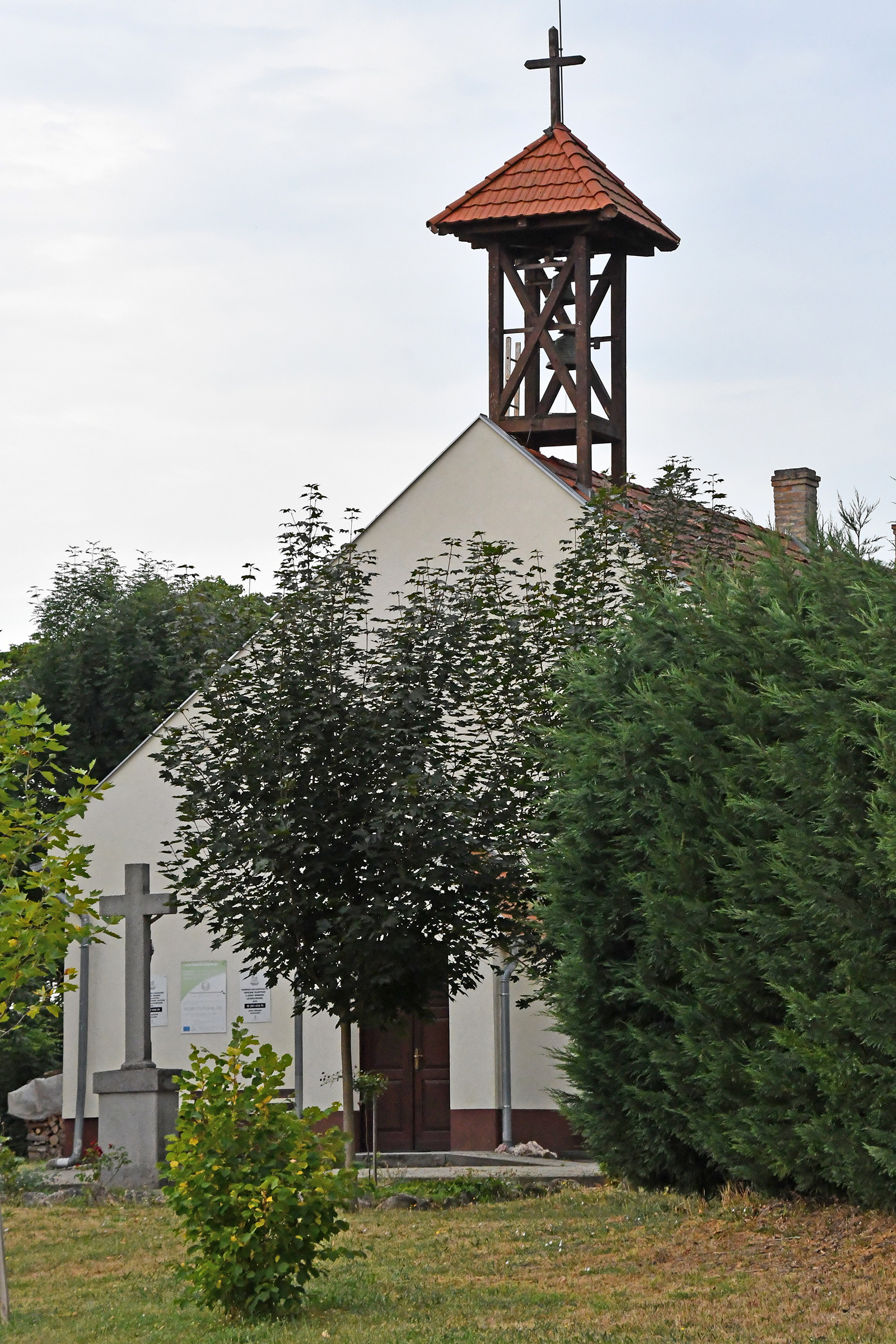
A Szent Benedek-kápolna

A tarjánpusztai kápolna 1887-ben épült, Szent Benedek tiszteletére szentelték fel. Levéltári adatok szerint 1888-ban engedélyezték az oltáriszentség tartását. Az épület 1947-ben kisebb átalakításon esett át: új bejárat nyílt az épület keleti oldalán, az északnyugati oldalon lévő korábbi bejáratot befalazták, ahol ma Tihanyi Bánk bencés atya által készített fakereszt áll. Az ő munkáját dicséri a bejárati ajtó is. A kápolna búcsúját minden évben július 11-éhez (Szent Benedek napja) legközelebb eső vasárnapon tartják. Az épülethez sekrestye, iroda, plébánosi lakás és tisztilak is csatlakozik, melyekkel együtt az 500 négyzetméteres épületegyüttes egy 2,5 hektáros parkban található. Maga a kápolna 93 négyzetméter alapterületű.
Tihanyi Bánk atya 1946-tól 1964-ig volt Tarjánpuszta lelkipásztora, hitoktatója és nevelője. Őt rövid ideig Árnics László, majd Réti József atya követte, aki 1986-ban bekövetkezett haláláig szolgált. Halála után a plébánia épülete rövid ideig üresen állt. Az épületegyüttes azonban nem maradt teljesen gazdátlan: a volt tisztilakban 1978-tól 1999-ig félnapos óvoda működött. Ebben az időszakban a lelkipásztori feladatokat Gőcze Tibold OSB látta el. Később Dörnyei Gizella Mechtild nővér költözött a plébániára, majd őt Bócz Boldizsár OSB atya követte. Ők ketten tartották a hittanórákat, kezdetben a plébánián, 1992-től pedig az akkor megnyílt iskolában. Cserkészcsapatot szerveztek, és nagy hangsúlyt fektettek az egyházi ünnepek méltó megünneplésére. Az első bérmálásra Tarjánpusztán 1992 nyarán került sor. Gizella nővér és Boldizsár atya 1998-ban visszaköltöztek a pannonhalmi monostorba. Ezt követően Keresztfalvi Péter OSB, majd 2000-től Szalóky Albert OSB vette át a plébánosi feladatokat. Szalóky atya Ravazdról járt át misézni és hitoktatni az iskolában. Hatéves szolgálata alatt megújult a kápolna és az épületegyüttes egy része a főapátság jelentős anyagi támogatásával és az egyházközség hozzájárulásával. Elkészült a tető teljes rekonstrukciója is. 2006-ban Szalóky atya Győrszentivánba költözött. Egy évig Lőrincz Pál OSB látta el a lelkipásztori feladatokat, akinek vezetésével megújult a templomkert és kerítés épült. Nagyon rövid ideig, mindössze három hónapig Halmos Ábel OSB volt a település lelkipásztora, aki alatt megújult az egyházközség képviselő-testülete. Ezt követően Pintér Ambrus OSB vikárius és Nagy Lajos diakónus végezte a lelkipásztori szolgálatot Tarjánpusztán. Lőrincz Pál atya pályázatával, a főapátság segítségével és a helyi egyházközség munkájával megkezdődött a kápolnával egybeépített épület felújítása. Ennek során megújult a sekrestye, a gyóntatóhelyiség és egy közösségi szoba is készült a hozzá tartozó mellékhelyiséggel.
Józsa László Cserkészpark
A cserkészpark a Kisalföldi Erdőgazdaság (KAEG) Zrt. kezelése és gondozása alatt áll. Nyáron júniustól augusztusig cserkészek tömege érkezik erre e szép természetközeli helyre.

## Érdekességek
Magyarország egyetlen olyan önálló települése, aminek neve -puszta végződéssel rendelkezik.